# کاپیبارا گیمز
کاپیبارا گیمز (انگلیسی: Capybara Games) شرکت بازی ویدئویی کانادایی است، که در سال ۲۰۰۳ تأسیس شد.